# Antananivo Haut
Antananivo Haut est une commune urbaine malgache située dans la partie nord de la région de Sofia.